# Wennbergsiloen
Wennbergsiloen er en tidligere silo, der nu er beboelsesejendom på Islands Brygge. Bygningen er oprindeligt bygget i 1960'erne til opbevaring af råvarer til brug i Sojakagefabrikken. Siloen er blevet ombygget i 2004 til 142 lejligheder.

## Eksterne link
- iNDUSTRIbRYGGE.dk Fotografier af Wennbergsiloen før og efter ombygningen.

55°39′43″N 12°34′11″Ø / 55.6619°N 12.5696°Ø